# 章艳
章艳（1978年10月6日—），江西省南昌市人，毕业于利物浦大学，中国中央电视台主持人。

## 生平
1978年，章艳出生于江西省南昌市，家庭是一个书香门第，高中时期是南昌实验中学的校花。高中毕业后，章艳考入广东星海音乐学院。大学毕业后，章艳在广东电视台工作，不久之后到英国利物浦大学留学。章艳回国后，担任深圳卫视《早安深圳》、《深视新闻》、《直播港澳台》的主持人。现在是中国中央电视台主持人，主持《经济信息联播》。

## 作品

### 歌曲
- 《象妈妈爱爸爸那样爱你》

### 电视节目
- 《早安深圳》
- 《深视新闻》
- 《直播港澳台》
- 《经济信息联播》
- 《环球财经连线》

## 奖项
2009年，深圳广播电影电视集团第二届十佳主持人。